# Союз (депутатская группа)
«Союз» — депутатская группа в составе Съезда народных депутатов СССР, выступавшая за сохранение СССР как федеративного государства. Позднее была преобразована в одноимённое политическое объединение.
Сопредседателями группы в феврале 1990 года были избраны Юрий Блохин, Виктор Алкснис, Георгий Комаров, Анатолий Чехоев. На IV Съезде народных депутатов СССР в декабре 1990 года в группе «Союз» был зарегистрирован 561 человек. К V Съезду народных депутатов СССР в марте 1991 года в группу вступило более 700 депутатов.
В декабре 1990 года группа была преобразована во «Всесоюзное объединение народных депутатов». В работе учредительного съезда 1—2 декабря 1990 года участвовало 354 народных депутата из 13 союзных республик, в том числе 175 народных депутатов СССР. На II съезде (20—21 апреля 1991 года) объединение было переименовано во Всесоюзное движение «Союз». Председателем был избран Юрий Блохин.
С марта по декабрь 1991 года издавалась газета «Политика», отражавшая позицию ДГ «Союз» (1991, № 1—18).